# Axiom (Film)
Axiom ist ein Film von Jöns Jönsson, der im Februar 2022 bei der Berlinale seine Premiere feierte und am 30. Juni 2022 in die deutschen Kinos kam.

## Handlung
Der redegewandte Julius arbeitet in Köln als Museumswärter, geht offen auf Menschen zu und ist allseits beliebt. Auch den neuen Kollegen Erik aus Niederösterreich lädt er zu einem Segelausflug ein, bei dem auch seine Kollegin Lizi und deren Freund Jonas dabei sein sollen. Er schwärmt von Kindheitserinnerungen an Segeltörns mit dem Boot der Familie und spricht von seiner adeligen Mutter. Er erzählt auch von einem Nachbarn, der Fischdieb sei und seine Beute im Keller in Aquarien halte, und einer Begegnung mit einem Nackten, der die Straße überquert habe, als sei das nichts Besonderes.
Am Parkplatz angekommen, rastet Julius aus, weil niemand eine Schwimmweste dabei hat – er behauptet, alle darauf hingewiesen zu haben, die anderen können sich jedoch nicht erinnern und sind unwillig, weil das Segeln bereits mehrfach von Julius verschoben worden war. Erik recherchiert währenddessen, dass am Hafen ein Geschäft für Segelbedarf ist, und die Gruppe macht sich auf dem Weg zum Wasser. Es wird ein längerer Abstieg durch den Wald mit Rucksäcken und einer Kiste Bier, und die jungen Leute maulen zunehmend, weil Julius nicht näher an der Marina geparkt hat. Da Erik ein Kreuz trägt und sich als Katholik bekennt, entspinnt sich eine Diskussion über Glauben, in deren Verlauf Julius Erik verteidigt. Wer wie Jonas die Evolution als gesetzt annehme, glaube an ein Axiom. Glaube sei entscheidender als Wissen, Wissen könne Glauben nicht ersetzen.
Im Laden dreht Julius das Radio auf dem Tresen laut, tanzt und bricht plötzlich mit epileptisch anmutenden Zuckungen zusammen. Im Krankenhaus kann die Ursache des Anfalls nicht geklärt werden, und Julius fährt mit seiner Mutter nach Hause. Dort bittet er seinen Bruder, ihm zu einem neuen Job zu verhelfen, der bisherige sei ihm zu langweilig. Der Bruder lehnt ab. Die Mutter fragt Julius, ob er seinen Freunden gesagt habe, dass die Familie ein Boot besitze; Julius behauptet, es handle sich um ein Missverständnis und beschwichtigt seine Mutter, die ihm ins Gewissen redet, „damit“ aufzuhören und erwachsen zu werden. Er erzählt ihr von seiner neuen Freundin Marie, die Gesang studiert.
Nach und nach wird deutlich, dass Julius Erlebnisse anderer Menschen als seine eigenen ausgibt und die Beziehungen jeweils sofort beendet, wenn sein Gegenüber die Täuschung bemerkt. In seiner WG mit Melanie und Robert hat er Mietschulden und ist dabei auszuziehen. Als Jonas und Lizi dort auftauchen, um zu fragen, wie es ihm nach dem Anfall am Wochenende gehe, reagiert er sehr abweisend und versucht hartnäckig, das Thema zu wechseln. Schnell verlässt er das Haus. Marie und ihre Eltern lässt er glauben, er habe drogensüchtige Eltern gehabt, die inzwischen verstorben seien. Er sei Architekt und habe einen Auftrag für den Bau des serbischen Konsulats. Bei einer Verabredung mit Maries Freundin in einem Club gibt Marie in Julius’ Gegenwart die Geschichte mit dem Nackten auf der Straße vor ihren Freunden zum Besten. Als Erik zur Gruppe stößt und Marie nachfragt, woher sie sich kennen, machen Julius und Erik Ausflüchte und gehen für eine Weile vor die Tür. Dort bedankt Erik sich dafür, dass Julius ihn bei dem Ausflug verteidigt habe, erzählt ihm die Geschichte seiner Hinwendung zum Glauben und schenkt ihm das Kreuz, das für ihn einen hohen emotionalen Wert besitzt.
Zu Hause fragt Julius Marie, warum sie die Geschichte mit dem Nackten erzählt habe. Sie antwortet, sie habe das selbst vor zwei Wochen erlebt und Julius davon berichtet. Daraufhin verlässt Julius unter einem Vorwand das Haus und schließt sich einer Gruppe Feiernder an. Er trägt Eriks Kreuz, und in der letzten Einstellung wird deutlich, dass er sich selbst Eriks sehr persönliche Geschichte angeeignet hat.

## Produktion

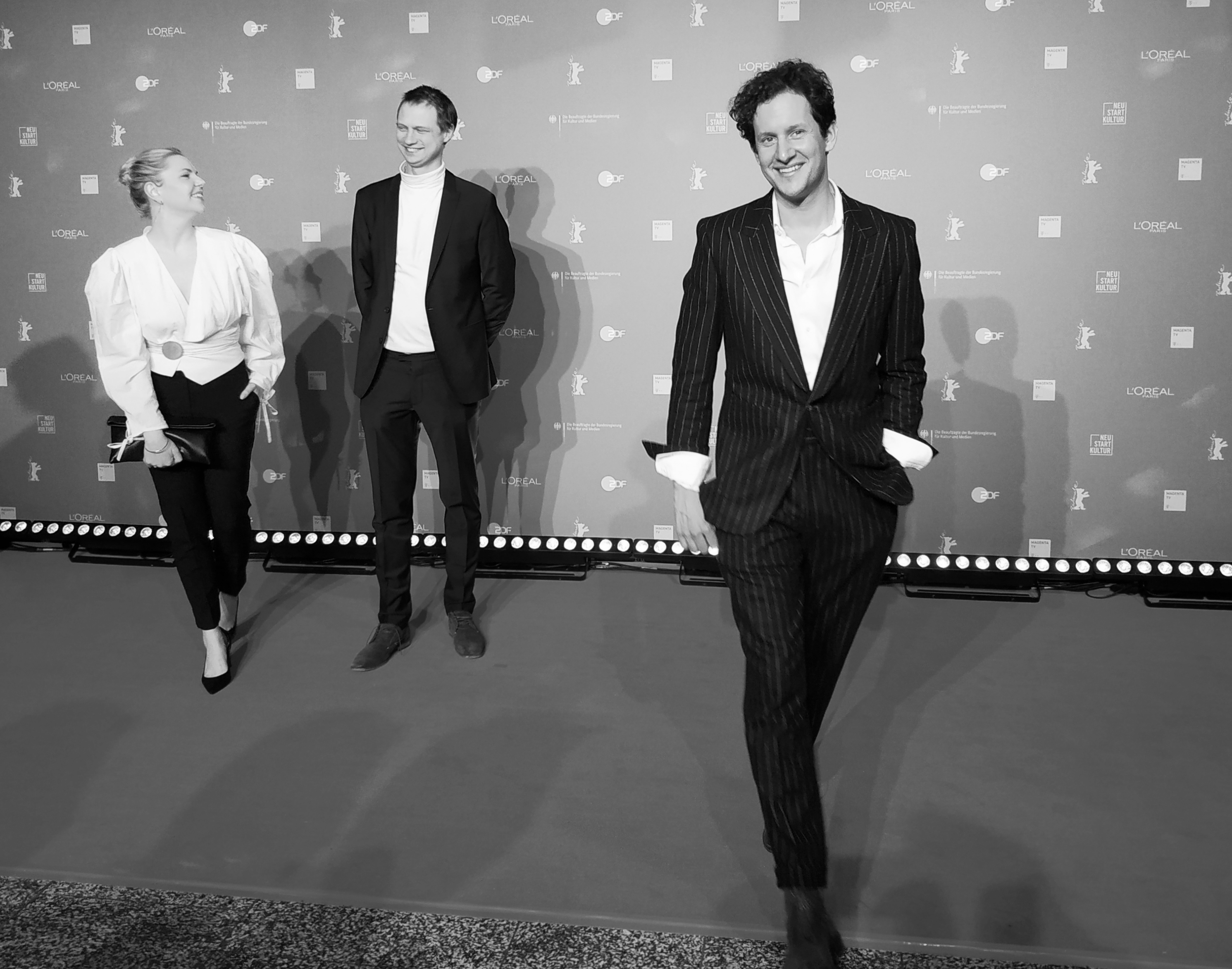
Der Regisseur Jöns Jönsson (Mitte) mit seinen Schauspielern Ricarda Seifried und Moritz von Treuenfels im Februar 2022 bei der Berlinale

Regie führte Jöns Jönsson, der auch das Drehbuch schrieb. Dieses entwickelte er im Rahmen von Berlinale Talents.
Moritz von Treuenfels spielt in der Hauptrolle Julius. Zejhun Demirov, Max Themak und Ines Marie Westernströer seine Freunde und Arbeitskollegen im Museum Savo, Jonas und Lizi. Der österreichische Schauspieler  Thomas Schubert spielt den neu hinzugekommenen Erik. Petra Welteroth spielt Julius’ Mutter Hannelore.
Der Film erhielt vom Deutschen Filmförderfonds eine Produktionsförderung in Höhe von 273.000 Euro und von der Film- und Medienstiftung NRW in Höhe von 300.000 Euro nebst weiteren 70.000 Euro und einer Verleihförderung in Höhe von 30.000 Euro.
Die Dreharbeiten fanden im September und Oktober 2020 statt. Als Kameramann fungierte Johannes Louis.
Die Premiere erfolgte am 15. Februar 2022 bei den Internationalen Filmfestspielen in Berlin, wo Axiom in der Sektion Encounters gezeigt wurde. Im Vorfeld sicherte sich The Playmaker die internationalen Vertriebsrechte für den Film. Ein erster Trailer wurde ebenfalls wenige Tage vor der Premiere vorgestellt. Im Mai 2022 erfolgte eine Vorstellung beim Lichter Filmfest. Im Juni 2022 wurde er im Rahmen von Berlinale Goes Open Air gezeigt. Der Kinostart in Deutschland erfolgte am 30. Juni 2022. Anfang Juli 2022 wurde der Film beim Internationalen Filmfestival Karlovy Vary in der Sektion Horizons gezeigt. Im August 2022 erfolgten Vorstellungen beim Edinburgh International Film Festival und beim Hong Kong International Film Festival. Im November 2022 wird er beim Festival Augenblick gezeigt.

## Rezeption

### Kritiken
Susanne Gottlieb stellt sich in ihrer Kritik im Online-Filmmagazin Cineuropa die Frage, ob das Verhalten von Julius und der Zwang zu Lügen ein Symptom von Unsicherheit oder einer psychischen Erkrankung sind oder aus dem Drang heraus entstehen, mit gesellschaftlichen Konformitäten zu brechen. Jöns Jönsson beantworte diese Frage in seinem Film jedoch nicht. Dieser konzentriere sich darauf, wie sein Protagonist unausgesprochene soziale Normen, menschliche Erwartungen an Wahrhaftigkeit und Loyalität bricht und wie sich dies nicht nur die Menschen um ihn herum, sondern vor allem auf ihn selbst auswirkt. Gottlieb bezeichnet den Film als eine äußerst intime Erfahrung. Julius sei vielleicht nicht narzisstisch, aber es scheine für ihn notwendig, Aufmerksamkeit zu erregen oder jemand zu sein. Jönssons sorgfältig komponiertes Drehbuch versuche nicht, eine moralische Aussage darüber zu machen, wie Julius mit seinen Freunden umgeht. In Bezug auf das titelgebende Axiom erklärt Gottlieb, genauso wie Eriks Religion an einer Reihe von Prinzipien festhält, „zwingen“ gesellschaftliche Prinzipien Julius’ Freunde dazu, seine Geschichten als selbstverständlich anzusehen.
Michael Müller von Blickpunkt:Film findet, die von Moritz von Treuenfels gespielte Münchhausen-Figur sei nicht ohne Charisma und sage dann und wann auch kluge Sachen. Dennoch sei sein Verhalten natürlich völlig asozial, weil Vertrauen eine der Hauptwährungen in Beziehungen ist. Die Rolle des virtuosen Lügners habe auch etwas Bemitleidenswertes, weil er ein Getriebener des Systems ist. Auch sei die Figur als eine indirekte Kritik an der Gesellschaft zu verstehen, die es sozial abstraft, wenn er eben keine tolle Karriere, Freundin oder Eiersalatgeschichten hat. Ebenfalls fasziniere an Axiom die ganz praktische Frage, wie Julius mit so vielen Lügen im Alltag über die Runden kommen kann. Oft lasse Jönsson die schnörkellos inszenierten Szenen länger als gewöhnlich stehen, arbeite mit dem Wissen und Nicht-Wissen des Publikums und offenbare erst nach und nach den Kontext der Szenerie.
Bert Rebhandl schreibt in der Frankfurter Allgemeinen, Axiom sei im Kern zweifellos eine Komödie, aber von ernsten Charakteren bevölkert. Es gehe Jönsson zum Beispiel nicht wirklich darum, dass Julius endlich auffliegt. Im Gegenteil befinde sich Julius ständig in einem Hochseilakt, aus dem er nicht wirklich abstürzen könne, außer in eine Befremdung durch Normalität, so Rebhandl. Jönsson setze nicht auf eine Dramaturgie der Eskalation, sondern lasse seinen Protagonisten und dessen Geschichten zirkulieren: „Selten hat man Sozialität so bei der Arbeit sehen können wie in diesem auf allen Ebenen großartigen Film.“ Nichts im Film wirke jemals deterministisch, und hinter der Figur von Julius stehe eine Instanz ganz von heute: „ein Filmkünstler und Drehbuchautor, der seine Figuren so geschickt in Schwingung versetzen kann, dass wir gespannt darauf achten, welche Facetten sich als Nächstes ergeben.“

### Auszeichnungen
Axiom wurde Ende Februar 2022 in die Vorauswahl für den Deutschen Filmpreis aufgenommen. Im Folgenden weitere Nominierungen.
Achtung Berlin Filmfestival 2022
- Nominierung im Wettbewerb Spielfilm[20]

Deutscher Filmpreis 2022
- Nominierung für die Beste Tongestaltung (Michael Schlömer, Paul Rischer und Martin Steyer)

Festival Augenblick 2022
- Nominierung im Langfilmwettbewerb[15]

Hong Kong International Film Festival 2022
- Nominierung im  Young Cinema Competition (World)[14]
- Auszeichnung Young Cinema Best Actor Award (Moritz von Treuenfels)[21]

Internationale Filmfestspiele Berlin 2022
- Nominierung im Encounters-Wettbewerb[22]

Mostra Internacional de Cinema em São Paulo 2022
- Nominierung im New Directors Competition (Jöns Jönsson)[23]

Preis der deutschen Filmkritik 2022
- Nominierung als Bester Spielfilm
- Auszeichnung als Bester Schauspieler (Moritz von Treuenfels)[24][25]